# 喬映伍
喬映伍（？—？），字星文，山西省澤州直隸州陽城縣（今山西省晉城市陽城縣）人。清初政治人物。
喬映伍於順治三年（1646年）中式丙戌科三甲第五名進士。選庶吉士，散館授弘文院檢討。官至贊善。當時陽城縣參加山西鄉試共十人（张尔素、田六善、杨荣胤、王润身、王兰彰、王克生、衛貞元、段上彩、赵士俊、乔映伍），全部中舉；次年十人又參加會試，全登進士，史稱“十鳳齊鳴”。